# Fiorde de gelo de Ilulissat

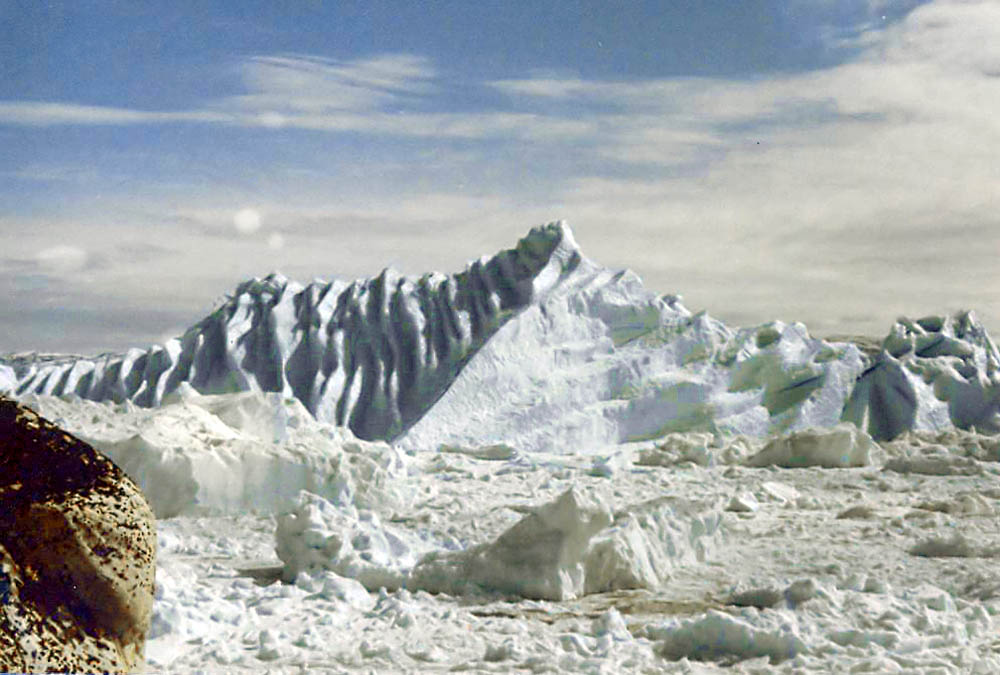
Montanha de gelo deslizando pelo fiorde de gelo de Ilulissat. Os sinais de erosão indicam que a sua viagem começou há muito.

Fiorde de gelo de Ilulissat (em groenlandês/gronelandês: Kangiata Sullua, também conhecido como Ilulissat Kangerlua ou simplesmente Kangia) é um fiorde situado perto da cidade de Ilulissat, na Groenlândia. 
Percorre 40 quilómetros para oeste, culminando na baía de Disko, perto da cidade de Ilulissat. Na sua parte ocidental, encontra-se o Glaciar de Jakobshavn ou Sermeq Kujalleq, o mais produtivo do hemisfério norte e do mundo.
Flui a um ritmo de 20-35 metros por dia, resultando em cerca de 20 bilhões de toneladas de montanhas de gelo recortadas e navegando pelo fiorde todos os anos. São por vezes tão grandes (com um quilómetro de altura) que acabam por ser demasiado altas para flutuar para jusante do fiorde, ficando retidas no fundo das partes menos fundas, por vezes durante anos, até serem quebradas pela força do glaciar e de outras montanhas de gelo a montante.
Ao partirem-se, as montanhas de gelo dirigem-se para o mar aberto, viajando inicialmente para norte, com a ajuda das correntes oceânicas, antes de se voltarem para sul e encontrarem o Oceano Atlântico. Algumas montanhas de gelo não se derretem até chegarem aos 40-45 graus norte (no sul do Reino Unido).

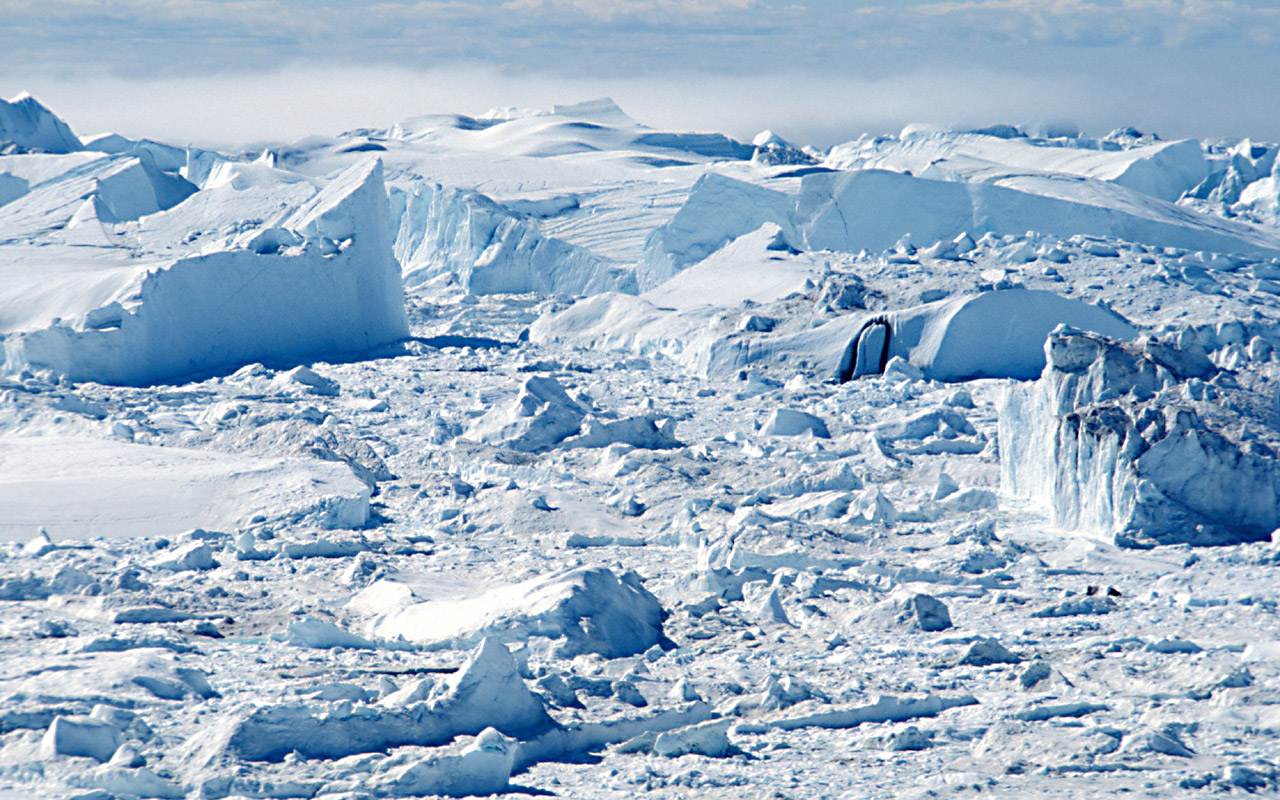
Perspectiva do fiorde de Ilulissat

O fiorde de gelo de Ilulissat foi declarado património da humanidade pela Unesco em 2004. As razões que conduziram a esta classificação prendem-se com o testemunho único que oferece sobre a última idade do gelo do período quaternário. Tem sido estudado por cientistas ao longo de 250 anos e, em conjunto com a sua acessibilidade relativamente fácil, tem dado um contributo ímpar à compreensão da glaciologia, alterações climáticas e outros processos de metamorfose da Terra.
Por outro lado, a combinação de uma camada de gelo enorme e a corrente rápida de gelo, que se junta ao fiorde coberto de montanhas de gelo, constitui um fenómeno único, só visto na Antártida e na Groenlândia. É um espectáculo natural inolvidável, combinando rochas, gelo, mar e sons fortes produzidos pelo gelo em movimento.